# Tire-au-flanc 62
Pour les articles homonymes, voir Tire-au-flanc.
Tire-au-flanc 62 est un film français réalisé par François Truffaut et Claude de Givray, sorti en 1961.
C'est la cinquième adaptation de la pièce à succès de 1904 d'André Mouëzy-Éon et André Sylvane, après celle de Georges Lordier en 1912, puis celles de Jean Renoir en 1928, d'Henry Wulschleger en 1933 et de Fernand Rivers en 1950.

## Résumé
Jean Émilien Arthur Lerat de la Grinotière est le fils d'une famille d'aristocrates. Convoqué pour son service militaire, il entre dans une caserne où sa bienséance guindée se trouve rudoyée par sa hiérarchie. Joseph, jusqu'alors chauffeur de la famille Lerat de la Grignotière, réalise son service militaire dans le même régiment. Le film se présente dès lors comme une série de saynètes de la vie quotidienne des soldats, illustrant aussi bien l'ambiance des dortoirs que celle des séances d'entraînement. Les bizutages et les plaisanteries viennent rythmer des journées par ailleurs soumises à l'esprit rigoureux et absurde de la vie du camp.
Jean fait régulièrement l'objet des brimades de ses supérieurs, qui multiplient les jeux de mots relatifs à son nom de famille. À la moindre erreur, son caporal lui demande : « C'est par méchanceté ou par connerie ? ». « Par connerie » doit-il répondre. Pour autant, la vie du camp reste joyeuse entre les soldats. Les femmes constituent un sujet de conversation récurrent. L'un des soldats fait part à qui veut l'entendre de sa flamme pour l'actrice Bernadette Lafont. Jean tombe amoureux de Catherine, la fille du colonel qui vit aux abords du camp, sans révéler ses sentiments. Joseph, l'ancien chauffeur, ne rate pas une occasion pour rencontrer des jeunes femmes en secret : l'une d'elles se retrouve dans le dortoir des soldats au moment même où un supérieur décide de réaliser une inspection des lieux. L'ordre établi se révèle de moins en moins respecté, jusqu'à l'éclatement d'une vaste bataille de polochons au cours de laquelle le mobilier des dortoirs est partiellement détruit. L'événement vaut à Jean 15 jours « au trou » malgré son innocence dans cette affaire.
Joseph parvient à réduire la punition de Jean grâce à la mise en scène de la pièce de théâtre Tire-au-flanc d'André Mouëzy-Éon et André Sylvane, dans laquelle il lui a trouvé un rôle. La représentation est donnée à l'occasion d'une journée portes ouvertes. La tante de Jean, venue voir le spectacle, est scandalisée de découvrir que son neveu joue le rôle d'un domestique. La fin du film, burlesque, illustre l'évolution du caractère de Jean depuis le début de son service militaire. Il explique à sa tante « Si vous m'aviez vu jouer du torchon de la cuisine jusqu'aux chiottes... mais j'en suis pas mort. Et puis c'était ça ou le trou. Une vraie chiasse, le trou. C'est le régiment. L'important c'est de devenir démerdard, et puis vivement la quille bordel de merde ». Son attitude insolente lui vaut une dernière fois la question : « C'est par méchanceté ou par connerie ? ». « Par méchanceté » répond-il cette fois en prononçant la dernière réplique du film.

## Fiche technique
- Titre : Tire-au-flanc 62
- Réalisation : François Truffaut et Claude de Givray
- Assistants réalisateur : Robert Lachenay, Georges Pellegrin, Michel Varesano
- Scénario : François Truffaut et Claude de Givray, d'après la pièce éponyme d'André Mouëzy-Éon et André Sylvane
- Photographie : Raoul Coutard
- Musique : Ricet Barrier, Jean-Michel Defaye
- Scripte : Suzanne Schiffman
- Montage : Claudine Bouché
- Production : François Truffaut
- Directeur de production : Marcel Berbert
- Société de production : Les Films du Carrosse, Auray Films et SEDIF Productions
- Pays de production :  France
- Format : Noir et blanc - 2,35:1 - Mono - 35 mm
- Genre : Comédie
- Durée : 87 minutes
- Date de sortie : France - 20 décembre 1961

## Distribution
- Christian de Tillière : 2e classe Jean Lerat de la Grinotière
- Ricet Barrier : 2e classe Joseph Vidauban
- Jacques Balutin : le caporal Bourrache
- Pierre Maguelon : Petit Bobo
- Serge Korber : un troupier
- Pierre Fabre : un troupier
- Jean-Marie Rivière : un troupier
- Cabu : un troupier, as du dessin
- Jean-François Adam : un troupier
- Serge Davri : le colonel Chamerlot
- Andrée Guize : la colonelle Chamerlot
- Germaine Risse : la tante
- Odile Geoffroy : Chantal
- Annie Lefebvre : Annie
- Anne Augay : Catherine Chamerlot
- Bernadette Lafont : elle-même
- Jean-Claude Brialy : Capitaine
- Pierre Étaix
- Robert Lachenay
- André Mouézy-Éon
- Henri Serre, non crédité
- François Truffaut : le taulard
- Guy Gilles
- Jean-Louis Walmond
- Bernard Largemains : le cuistot
- Paul Kamou
- Bernard Figuier
- Nicolas Rémon
- Isidro Romero
- Gérard Poirot

## Appréciation critique
« En passant à l'écran la vieille gaudriole militaire s'est allégée et teintée de fantaisie. Conduit avec une aimable désinvolture, le récit sautille de gag en gag. Certains de ces gags sont drôles, d'autres le sont moins ou manquent un peu d'originalité, mais l'allégresse générale est dans l'ensemble communicative. Comme les auteurs sont gens de bonne compagnie cinématographique, ils ne manquent pas, au détour d'un sketch, de saluer amicalement Jean Vigo ou Renoir, de pasticher avec humour Zinnemann, d'embrasser Bernadette Lafont et de porter aux nues... les Cahiers du cinéma. Malgré la caserne nous restons, on le voit, entre amis. Tout cela est gentil, souvent cocasse, parfois même attendrissant. »

— Jean de Baroncelli, Le Monde, 5 janvier 1962